# Equitazione ai Giochi della XI Olimpiade - Salto ostacoli a squadre
La competizione del salto ostacoli a squadre di equitazione dai Giochi della XI Olimpiade si è svolta il giorno 16 agosto allo stadio Olimpico di Berlino.
La classifica finale era determinata sommando le penalità dei tre cavalieri di ogni nazione della prova individuale.

## Classifica finale
| Pos.             | Nazione        | Binomio                         | Binomio      | Risultato Individuale | Risultato Totale |
| Pos.             | Nazione        | Cavaliere                       | Cavallo      | Risultato Individuale | Risultato Totale |
| ---------------- | -------------- | ------------------------------- | ------------ | --------------------- | ---------------- |
| Oro              | Germania       | Kurt Hasse                      | Tora         | 4                     | 44               |
| Oro              | Germania       | Marten von Barnekow             | Nordland     | 20                    | 44               |
| Oro              | Germania       | Heinz Brandt                    | Alchimist    | 20                    | 44               |
| Argento          | Paesi Bassi    | Johan Greter                    | Ernica       | 12                    | 51,5             |
| Argento          | Paesi Bassi    | Jan de Bruine                   | Trixie       | 15                    | 51,5             |
| Argento          | Paesi Bassi    | Henri van Schaik                | Santa Bell   | 24,5                  | 51,5             |
| Bronzo           | Portogallo     | José Beltrão                    | Biscuit      | 12                    | 56               |
| Bronzo           | Portogallo     | Domingos Coutinho               | Merle Blanc  | 20                    | 56               |
| Bronzo           | Portogallo     | Luís Mena e Silva               | Fausette     | 24                    | 56               |
| 4                | Stati Uniti    | Carl Raguse                     | Dakota       | 8                     | 72,5             |
| 4                | Stati Uniti    | William Bradford                | Don          | 27                    | 72,5             |
| 4                | Stati Uniti    | Cornelius Jadwin                | Ugly         | 37,5                  | 72,5             |
| 5                | Svizzera       | Arnold Mettler                  | Durmitor     | 15                    | 74,5             |
| 5                | Svizzera       | Jörg Fehr                       | Corona       | 29                    | 74,5             |
| 5                | Svizzera       | Hans Iklé                       | Exilé        | 30,5                  | 74,5             |
| 6                | Giappone       | Manabu Iwahashi                 | Falaise      | 15,25                 | 75               |
| 6                | Giappone       | Takeichi Nishi                  | Uranus       | 20,75                 | 75               |
| 6                | Giappone       | Hirotsugu Inanami               | Asafuji      | 39                    | 75               |
| 7                | Francia        | Xavier Bizard                   | Bagatelle    | 12                    | 75,25            |
| 7                | Francia        | Maurice Gudin de Vallerin       | Ecuyère      | 12                    | 75,25            |
| 7                | Francia        | Jean de Tillière                | Adriano      | 51,25                 | 75,25            |
| Non Classificate |                |                                 |              |                       |                  |
| -                | Austria        | Heinrich Sauer                  | Gloriette    | 24                    |                  |
| -                | Austria        | Gerhard Egger                   | Mimir        | 47,5                  |                  |
| -                | Austria        | Rudolf Trenkwitz                | Danubia      | DNF                   |                  |
| -                | Belgio         | Georges Ganshof van der Meersch | Ibrahim      | 8                     |                  |
| -                | Belgio         | Henry de Menten de Horne        | Musaphiki    | 15                    |                  |
| -                | Belgio         | Yves Van Strydonk De Burkel     | Ramona       | DNF                   |                  |
| -                | Gran Bretagna  | Capel Brunker                   | Magpie       | DNF                   |                  |
| -                | Gran Bretagna  | William Greenwood Carr          | Bovril       | DNF                   |                  |
| -                | Gran Bretagna  | John Talbot-Ponsonby            | Kineton      | DNF                   |                  |
| -                | Ungheria       | Ottmár Szepesi                  | Pókai        | 35                    |                  |
| -                | Ungheria       | Elemér von Barcza               | Kopé         | DNF                   |                  |
| -                | Ungheria       | József von Platthy              | Sello        | 8                     |                  |
| -                | Italia         | Renzo Bonivento                 | Osoppo       | 18,75                 |                  |
| -                | Italia         | Gerardo Conforti                | Saba         | 20                    |                  |
| -                | Italia         | Fernando Filipponi              | Nasello      | DNF                   |                  |
| -                | Norvegia       | Arthur Qvist                    | Notatus      | 25                    |                  |
| -                | Norvegia       | Halfdan Petterøe                | Schamyl      | DNF                   |                  |
| -                | Norvegia       | Henrik Skougaard                | Felicia      | DNF                   |                  |
| -                | Polonia        | Janusz Komorowski               | Dunkan       | 47,25                 |                  |
| -                | Polonia        | Michał Gutowski                 | Warszawianka | DNF                   |                  |
| -                | Polonia        | Tadeusz Sokołowski              | Zbieg II     | DNF                   |                  |
| -                | Romania        | Henri Rang                      | Delfis       | 4                     |                  |
| -                | Romania        | Constantin Apostol              | Dracustie    | 28,75                 |                  |
| -                | Romania        | Toma Tudoran                    | Hunter       | DNF                   |                  |
| -                | Svezia         | Arne Francke                    | Urfé         | 27                    |                  |
| -                | Svezia         | Rolf Örn                        | Kornett      | 31,75                 |                  |
| -                | Svezia         | Gustavo Adolfo di Svezia        | Aida         | DNF                   |                  |
| -                | Cecoslovacchia | Miloslav Buzek                  | Chroust      | 28                    |                  |
| -                | Cecoslovacchia | Julius Čoček                    | Chostra      | DNF                   |                  |
| -                | Cecoslovacchia | Josef Seyfried                  | Radmila      | DNF                   |                  |
| -                | Turchia        | Cevat Kula                      | Sapkin       | 12                    |                  |
| -                | Turchia        | Saim Polatkan                   | Schakal      | 28                    |                  |
| -                | Turchia        | Cevat Gürkan                    | Güdük        | DNF                   |                  |